# Казімеж Свйонтек
Казімеж Свйонтек, Казимір Я́нович Свіонтек (біл. Казімір Свёнтак, пол. Kazimierz Świątek; 21 жовтня 1914, Валга, Валкський повіт Російська імперія, нині місто в Естонії — 21 липня 2011, Пінськ, Білорусь) — польський релігійний діяч, кардинал Римо-католицької церкви. 1994 року став першим білоруським кардиналом.

## Біографія
Народився у польській родині. Батько Ян Свйонтек був мобілізований у російську армію 1914 року, брав участь у І світовій війні, а з розпадом фронту вступив до Польського легіону Юзефа Пілсудського, загинув під час радянсько-польської війни (обороні Вільнюса) 1920 року. Родина Свіонтеків від 1914 року перебувала в евакуації у м. Валга (сучасна Естонія), де народилася третя дитина — Казимір. 1917 року сім'ю виселили до Сибіру. Лише 1922 року родина змогла виїхати до Польщі, оселившись у місті Барановичі (сучасна Білорусь), там Казімеж Свйонтек вчився у гімназії імені Тадеуша Рейтана. Під впливом поїздки до Пінського катедрального костелу і крипти Пінського єпископа Зигмунда Лозинського, вирішив присвятити себе церкві, хоч попередньо готувався студіювати філологію. 1932 року вступив до Вищої духовної семінарії імені Фоми Аквінського у Пінську.
8 квітня 1939 року по закінченню семінарії був рукопокладений у священичий сан і став служити вікарієм Пружанського приходу. Після переділу Польщі 26 вересня 1939 року арештований НКВД, звинувачений у шпигунстві і, приречений на смертну кару, ув'язнений у Брестську тюрму. Звільнений з приходом німців, повернувся у Пружани, де продовжив службу священиком.
З приходом радянських військ 17 грудня 1944 був знову арештований. 21 липня 1945 року засуджений на 10 років таборів суворого режиму і 5 років позбавлення громадянських прав. Перебував у таборах Воркути, Інти, Маріїнська. Навіть в тяжких умовах радянських таборів підтримував віру в'язнів, служив святкові служби. Після звільнення 1954 року повернувся до Білорусі і беззмінно служив у францисканському храмі у Пінську (нині — Собор Вознесіння Діви Марії). Не був реабілітований.
11 квітня 1989 року був призначений генеральним вікарієм Пінської дієцезії. 21 травня 1991 року отримав єпископські свячення. Служив архієпископом Мінсько-Могилівським з 13 квітня 1991 року до 14 липня 2006 року. 13 квітня 1991 року був призначений на посаду апостольського адміністратора Пінська і обіймав цю посаду до смерті. За час його діяльності кількість католицьких приходів у Білорусі збільшилась у чотири рази, були відновлені один з найкрасивіших у Білорусі Пінський катедральний собор та архікатедральний собор Пресвятої Діви Марії у Мінську, де на початку 90-х років був Будинок фізкультурника.
З 1999 до 2006 року був також головою Конференції католицьких єпископів Білорусі. З 26 листопада 199 був кардиналом-священиком з титулом церкви S. Gerardo Maiella. Був найстарішим кардиналом, що очолює єпархію.
Помер 21 липня 2011 року у віці 96 років.

## Нагороди
- Командор із зіркою ордену Відродження Польщі (Польща, 1995 рік)[1]
- Командор ордену Почесного легіону (Франція, 2006)[2]
- Спеціальна нагорода інституту Павла VI в місті Брешіа (Італія) Fidei testis (свідок віри). 2004 року цю нагороду білоруському кардиналу Казиміру Свіоннтеку вручив особисто папа Іоан Павло II.